# Куммасках мак Конгалайг

Ирландия в VIII — первой трети IX века

Куммасках мак Конгалайг (др.‑ирл. Cummascach mac Congalaig; умер в 839) — король Наута (Северной Бреги) и всей Бреги (818—839) из рода Сил Аэдо Слане.

## Биография
Куммасках был одним из сыновей правителя Наута и короля всей Бреги Конгалаха мак Конайнга, погибшего в 778 году. Он принадлежал к Уи Хонайнг, одной из двух основных ветвей рода Сил Аэдо Слане.
Куммасках мак Конгалайг унаследовал престол Наута в 818 году, после смерти своего брата Кернаха. Одновременно он получил и титул короля всей Бреги. Первоначально семейные владения Уи Хонайнг располагались к северу от реки Лиффи, однако к первой половине IX века территория Северной Бреги была расширена за счёт завоевания земель кианнахтов, лежавших к югу от Бойна. Резиденция правителей Наута находилось на территории одноимённого древнеирландского кургана.
Во время правления Куммасках мак Конгалайг предпринимал усилия для укрепления своей власти над Брегой, а также вёл военные действия, направленные на расширение подвластных ему земель. По свидетельству ирландских анналов, в 822 году в сражении при Карн Конайне он нанёс поражение войску кианнахтов Арды, живших на территории современного графства Лаут. Противник Куммаскаха, король Эвдус мак Тигернайг, пал на поле боя, а земли Кианнахтов Арды были присоединены к Науту. Править завоёванными территориями Куммасках поручил своему сыну Кинаэду.
В 824 году против Куммаскаха мак Конгалайга поднял мятеж один из его родственников по имени Дунхад. Мятежники одержали победу над войском Куммаскаха, и королю Наута пришлось бежать с поля боя. Однако Куммасках сумел сохранить за собой престол. Сведений же о дальнейшей судьбе Дунхада в исторических источниках не сохранилось.
В правление Куммаскаха мак Конгалайга его владения стали подвергаться нападениям викингов. В 827 году они опустошили земли кианнахтов, а в 828 году убили здешнего правителя Кинаэда, сына короля Куммаскаха. В 832 году викинги разорили Дом Лиакк (современный Дулик) и все церкви в землях кианнахтов, а в 834 году ограбили церковь в Слейне. В 837 году большой флот викингов вошёл в реку Бойн. В сражении при Инбер-на-мБарке (в устье реки) норманны разгромили войско Уи Нейллов, после чего в очередной раз разорили земли Бреги. Однако в 839 году они потерпели поражение от брегцев, а их вождь Саксолб погиб в бою.
Куммасках мак Конгалайг скончался в 839 году. В сообщениях анналов об этом событии он назван «королём кианнахтов» (лат. rex Ciannactai). Преемником Куммаскаха на престоле Наута и королём всей Бреги стал Конайнг мак Флайнн.